# Mandelia mirocornata
Mandelia mirocornata Valdés & Gosliner, 1999 è un mollusco nudibranchio, unica specie del genere Mandelia e della famiglia Mandeliidae.
Il nome del genere è in onore di Nelson Mandela.

## Distribuzione e habitat
M. mirocornata è stata osservata unicamente sulle coste del Sudafrica nella zona della Penisola del Capo.